# Les Révoltés du Bounty (film, 1962)
Pour les articles homonymes, voir Les Révoltés du Bounty.
 (juin 2024).
Si vous disposez d'ouvrages ou d'articles de référence ou si vous connaissez des sites web de qualité traitant du thème abordé ici, merci de compléter l'article en donnant les références utiles à sa vérifiabilité et en les liant à la section « Notes et références ».
Pour plus de détails, voir Fiche technique et Distribution.
Les Révoltés du Bounty (Mutiny on the Bounty) est un film américain de 1962, réalisé par Lewis Milestone. Le film raconte de manière romancée, l'histoire authentique de la mutinerie menée par Fletcher Christian en 1789, à bord du Bounty, contre le capitaine Bligh, dont l'intransigeance dans l'application d'une discipline de fer finit par exaspérer son équipage et la plupart de ses officiers.

## Synopsis
Le capitaine William Bligh est chargé de ramener de Polynésie des plants d'arbre à pain, dont les fruits pourraient servir à nourrir la main d'œuvre des colonies britanniques. Après avoir réussi leur mutinerie, les révoltés s'installent sur les îles Pitcairn, à l'époque désertes et inconnues.

## Fiche technique
- Titre : Les Révoltés du Bounty
- Titre original : Mutiny on the Bounty
- Réalisation : Lewis Milestone et Carol Reed (non crédité)
- Scénario : Charles Lederer et non crédités : Eric Ambler, William L. Driscoll, Borden Chase, John Gay et Ben Hecht, d'après le roman de Charles Nordhoff et James Norman Hall
- Images : Robert Surtees
- Musique : Bronisław Kaper
- Chorégraphie : Hamil Petroff
- Production : Aaron Rosenberg
- Société de production : Arcola Pictures et Metro-Goldwyn-Mayer
- Montage : John McSweeney Jr.
- Direction artistique : George W. Davis et Joseph McMillan Johnson (en)
- Décors de plateau : Henry Grace et Hugh Hunt
- Costumes : Moss Mabry
- Pays d'origine :  États-Unis
- Langue : anglais
- Format :
  - 70 mm couleur (Technicolor) - 2,76:1 - 65 mm anamorphosé stéréo 6 pistes - tourné sur MGM Caméra 65[1].
  - 35 mm anamorphosé au rapport 2,35:1, stéréo 4 pistes magnétiques plus une demi piste optique (mono) de secours.
- Genre : film d'aventures
- Durée : 178 minutes / 185 minutes (Royaume-Uni)
- Dates de sortie :
  - États-Unis : 8 novembre 1962
  - Allemagne de l'Ouest : 20 décembre 1962
  - France : 21 décembre 1962
- Affiches : Reynold Brown (États-Unis), Roger Soubie (France), Enzo Nistri (Italie)

## Distribution
- Marlon Brando (VF : Bernard Noël) : Lieutenant Fletcher Christian
- Trevor Howard (VF : William Sabatier) : Capitaine William Bligh
- Richard Harris (VF : Marc Cassot) : John Mills

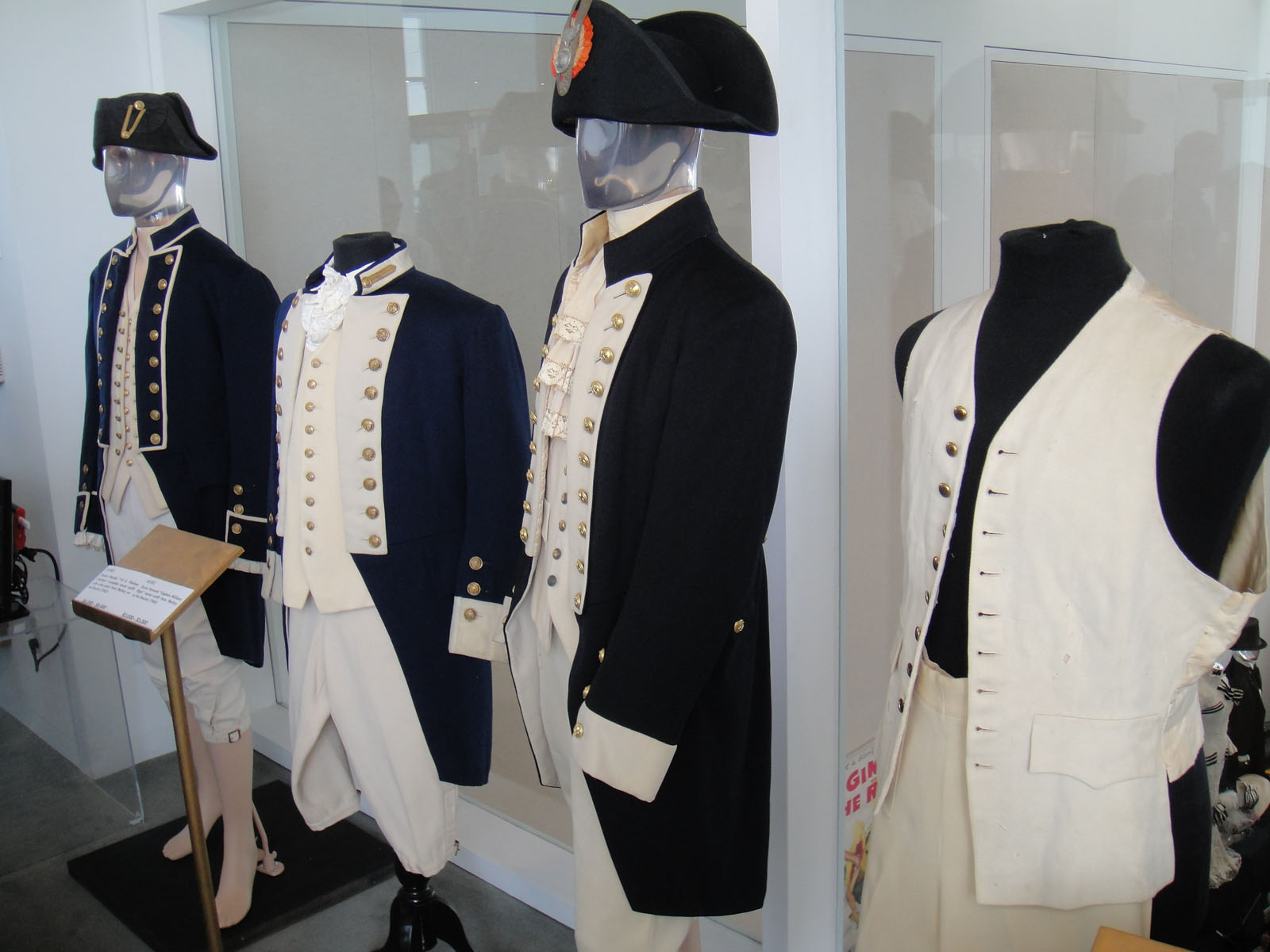
Costumes de Marlon Brando et de Trevor Howard, auprès de ceux qu'avaient portés Charles Laughton et Clark Gable dans l'adaptation de 1935.

- Hugh Griffith (VF : Jean Clarieux) : « Alexander Smith » (John Adams)
- Richard Haydn (VF : Gérard Férat) : William Brown, le botaniste
- Tim Seely (en) (VF : Hubert Noël) : aspirant Edward « Ned » Young
- Tarita : Maimiti
- Percy Herbert (VF : René Arrieu) : Matthew Quintal
- Duncan Lamont (VF : Georges Aminel) : John Williams
- Gordon Jackson (VF : Jacques Dynam) : Edward Birkett
- Chips Rafferty (VF : Jacques Berthier) : Michael Byrne
- Noel Purcell (VF : Émile Duard) : William McCoy
- Ashley Cowan : Samuel Mack
- Eddie Byrne (VF : Michel Gudin) : John Fryer, l'officier de navigation
- Frank Silvera : Minarii
- Keith McConnell : James Morrison
- Henry Daniell (VF : Jean-Henri Chambois) : Le juge de la cour martiale

Non crédités :
- Antoinette Bower : Lady Gwendenare
- Larry Duran
- Torin Thatcher : Staines

## Production
Le tournage a lieu sur l'île Santa Catalina au large de Los Angeles, à Moorea et à Bora-Bora (Polynésie française).
Le film coûta 19 millions de dollars dont 1 million rien que pour la construction du Bounty.

## Box-office
Le film fit 1 767 612 entrées pour 28 millions de dollars de recettes mondiales.

## Brando et Tahiti
Tarita, la Tahitienne qui interprète Maimiti, l'amour du lieutenant Fletcher Christian, alias Marlon Brando, sera sa troisième épouse. Au moment du tournage, en 1960, elle a 19 ans et lui, 36.
À la suite du tournage, Brando achète l'île de Tetiaroa, proche de Tahiti, pour y installer son foyer. Ils ont deux enfants ensemble : un fils, Teihotu, et une fille, Cheyenne (1970-1995), au destin tragique.